# Guerrillero Heroico

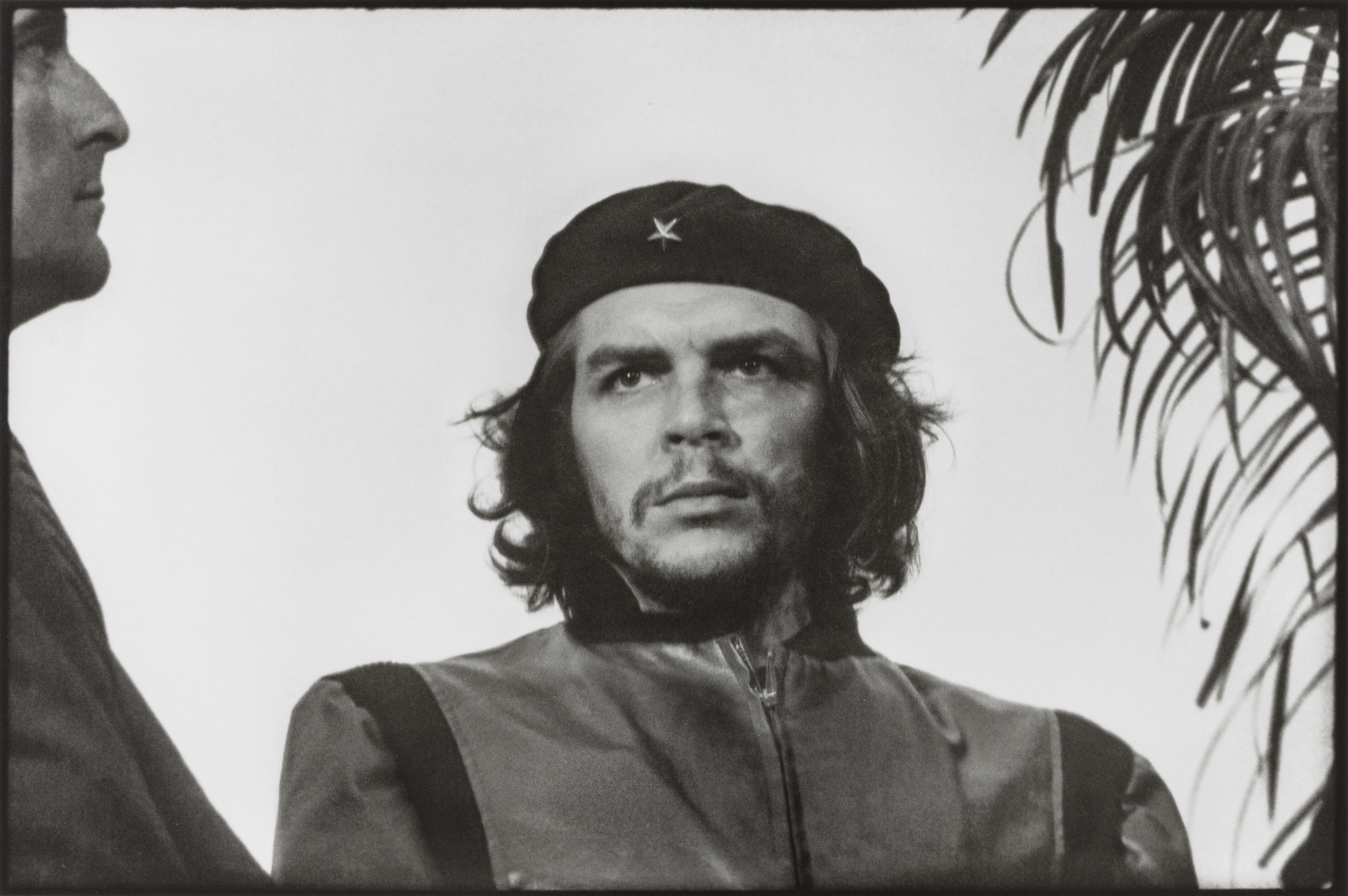
Oryginalna fotografia wykonana przez Alberto Kordę

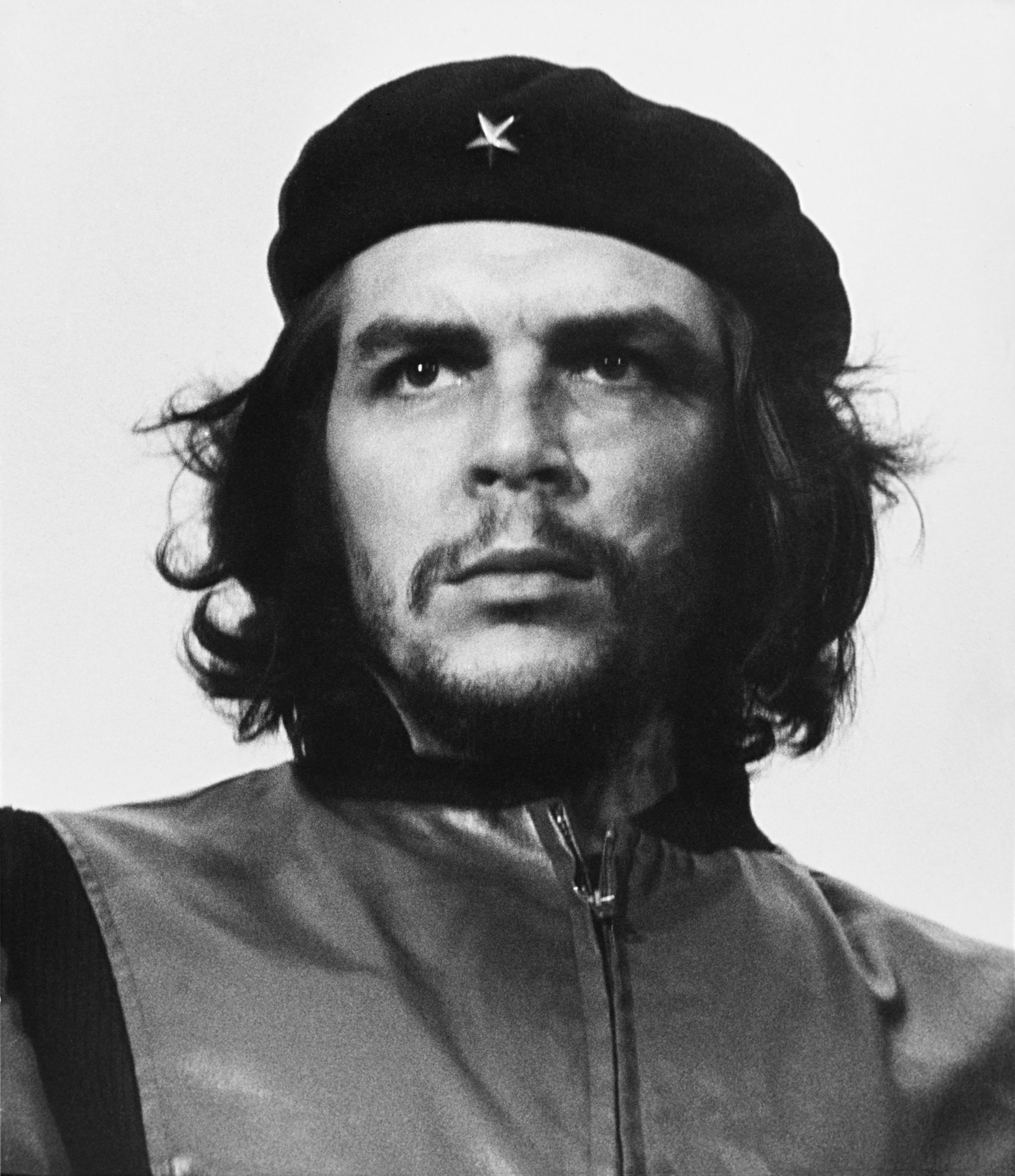
Najpopularniejsza wersja zdjęcia

Guerrillero Heroico – zdjęcie kubańskiego rewolucjonisty Ernesta „Che” Guevary wykonane 5 marca 1960 r. w Hawanie przez Alberto Kordę. Pod koniec lat 60. fotografia kontrowersyjnego bojownika stała się ikoną kultury i inspiracją dla wielu młodych ludzi ogarniętych rewolucyjnymi nastrojami. Przyczyniła się też do zbudowania jego legendy bohatera rewolucji. W chwili jej wykonania Guevara miał 31 lat.
Podkreślając wszechobecną naturę i szeroki urok, Maryland Institute College of Art nazwał zdjęcie Kordy symbolem XX wieku i najsłynniejszą fotografią świata. Jej różne wersje były malowane, drukowane, digitalizowane, haftowane, tatuowane, rzeźbione albo szkicowane na prawie każdej powierzchni. Według Victoria and Albert Museum jest to najczęściej powielane zdjęcie w historii fotografii.

## Historia

### Wykonanie zdjęcia

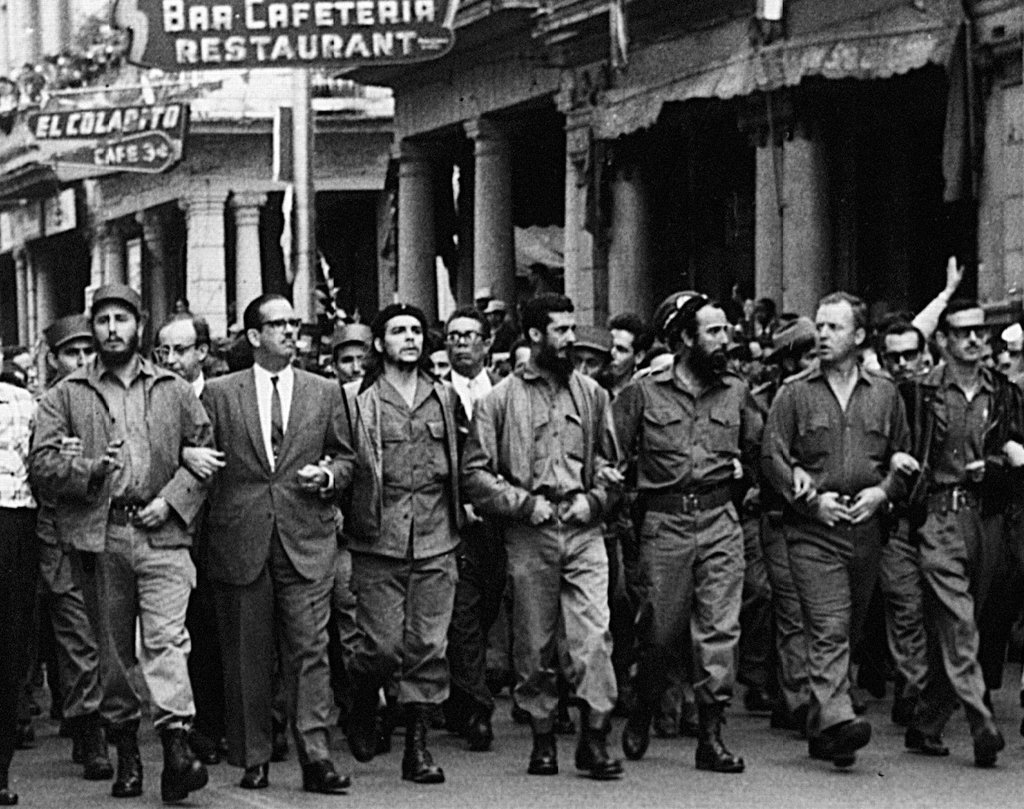
Che Guevara (w środku) i Fidel Castro (pierwszy z lewej) w trakcie przemarszu na cmentarz Colón

5 marca 1960 r. Fidel Castro ogłosił nabożeństwo żałobne oraz zwołał manifestację na cmentarzu Colón w Hawanie, by uczcić pamięć ponad stu Kubańczyków zabitych dzień wcześniej w tajemniczej eksplozji frachtowca La Coubre. W tym czasie, Guevara (jako wykwalifikowany lekarz osobiście pomagał ofiarom wybuchu) był ministrem przemysłu w nowym rządzie, a Korda oficjalnym fotografem Castro. Po żałobnym przemarszu wzdłuż nadmorskiej promenady Castro wygłosił płomienne przemówienie, w którym po raz pierwszy użył słów „Patria o Muerte” („ojczyzna albo śmierć”). W czasie, gdy Korda robił zdjęcia przemawiającemu Fidelowi, w zasięgu jego wzroku na chwilę pojawił się Guevara. Z odległości ok. 7,5 – 9 m zdążył mu zrobić dwa zdjęcia.
Pierwsze z nich przedstawiało Guevarę pomiędzy anonimową sylwetką a palmą. Z kolei na drugiej fotografii ponad jego ramieniem była czyjaś głowa. Pierwszy obraz przycięto, żeby usunąć niepotrzebne elementy i w ten sposób powstało najsłynniejsze zdjęcie Che. Redaktor gazety Revolución, w której pracował Korda zdecydował, że wykorzysta tylko fotografie Castro, Sartre i Beauvoir (oboje filozofowie byli obecni na wiecu), a zdjęcie Guevary odesłał mu z powrotem. Niezrażony fotograf wierząc w jego siłę, zrobił dla siebie jego powiększoną wersję i powiesił na ścianie obok portretu chilijskiego poety Pabla Nerudy. Inne kopie porozdawał jako prezenty.
Wykonując zdjęcie, Korda użył aparatu Leica M2 z 90 mm obiektywem i kliszą Kodaka. Opowiadając o metodzie skromnie przyznał, że „ta fotografia nie jest rezultatem wiedzy albo techniki. To był naprawdę zbieg okoliczności, zwykły łut szczęścia”.

### Giangiacomo Feltrinelli
Chociaż Korda opublikował zdjęcie Che w kilku małych kubańskich gazetach, to przez blisko siedem lat pozostawało ono stosunkowo nieznane szerszej publiczności. Dopiero w 1967 r. fotografia trafiła do zamożnego włoskiego wydawcy i intelektualisty, Giangiacomo Feltrinelliego. Feltrinelli wrócił wówczas z Boliwii, gdzie swoim autorytetem chciał pomóc w uwolnieniu francuskiego dziennikarza i profesora Régisa Debraya, którego zatrzymano w związku z działalnością partyzancką, której przewodził Guevara. Tam też nabył prawa do publikacji przechwyconych boliwijskich dzienników Che. Potrzebował również jego zdjęć, więc zapytał o nie kubańskich urzędników, a ci wręczyli mu list polecający i skierowali do pracowni Alberto Kordy. W liście była prośba o pomoc w znalezieniu odpowiedniego zdjęcia. Korda bez namysłu wskazał mu swoją ulubioną fotografię wiszącą na ścianie dodając, że to najlepsze zdjęcie jakie zrobił Guevarze. Feltrinelli zamówił dwie odbitki, a kiedy przyszedł po nie następnego dnia, Korda powiedział mu, że otrzyma je za darmo, ponieważ był przyjacielem rewolucji.
Po powrocie do Włoch, Feltrinelli rozpowszechnił fotografię w tysiącach kopii. W sierpniu 1967 r. jego wizerunek wykorzystał w swoim artykule magazyn Paris Match, a w październiku grupa protestujących z Mediolanu (w związku ze śmiercią rewolucjonisty) niosła jego portrety. W 1968 r. Feltrinelli wydał Boliwijskie Dzienniki Guevary ze zdjęciem Kordy na okładce. Żeby dodatkowo wypromować książkę stworzył też z nim plakat, a w lewym dolnym rogu umieścił informację, że prawa autorskie należą do (c) Libreria Feltrinelli 1967 (bez wzmianki o Kordzie). Od tego czasu fotografia Che oficjalnie weszła do publicznej świadomość. Alberto Korda powiedział później, że jeśli Feltrinelli płaciłby mu tylko jednego lira za każdą reprodukcję, to otrzymałby miliony. Jednakże fotograf dodał też, że wybaczył mu przywłaszczenie praw autorskich, ponieważ dzięki jego działaniom obraz stał się sławny.

### Alberto Korda
Korda jako zagorzały komunista i zwolennik kubańskiej rewolucji, twierdził, że nigdy nie przyjmował żadnych honorariów za wykorzystanie swojego zdjęcia, choć jego zmodyfikowane wersje przez dekady były powielane w różnych mediach. Uważał, że wizerunek Che reprezentuje jego rewolucyjne ideały, a im bardziej będzie on rozpowszechniony, tym większa szansa, że jego ideały również. Według Iana Smitha z New Statesman taka postawa Kordy „pomogła fotografii zostać największym symbolem marksistowskiej rewolucji i anty-imperialistycznej walki”.
Jednakże Korda nie chciał komercjalizacji obrazu i sprzeciwiał się wykorzystywaniu go do celów reklamowych, a zwłaszcza do reklamy alkoholu. Kiedy więc w 2000 r. Smirnoff użył wizerunku Che do promowania swojej wódki, Korda uznał, że naruszono jego moralne prawa i pozwał agencję reklamową Lowe Lintas and Rex Features, która wykorzystała fotografię. Firma broniła się twierdząc, że zdjęcie znajdowało się w domenie publicznej. Ostatecznie doszło do pozasądowej ugody i wypłaty 50 000 dolarów dla Kordy, który całą sumę przekazał na kubański system ochrony zdrowia.

## Jim Fitzpatrick
W 1967 r. irlandzki artysta Jim Fitzpatrick wykorzystał zdjęcie Kordy do stworzenia swoich własnych stylizowanych plakatów. Twierdził, że kopię fotografii otrzymał od holenderskiej grupy anarchistów „Provos”, która wydawała czasopismo pod tą samą nazwą. Fitzpatrick wspominał, że czasopismo Provo twierdziło, iż obraz znalazł się w Europie za pośrednictwem Jeana Paula Sartre, a więc nie musiał pochodzić od Feltrinelliego.
Tworząc swoje dzieło Fitzpatrick wykorzystał negatyw zdjęcia, który wydrukował w kolorze czerwonym i czarnym. Następnie połączył je ze sobą, a żółtą gwiazdę na berecie domalował ręcznie. Chciał, żeby obraz stał się szeroko rozpowszechniony, więc ręcznie drukował tysiące kopii i rozdawał za darmo w Londynie. Ponadto zachęcał też swoich przyjaciół do tworzenia własnych wersji. Wkrótce polityczne ugrupowania z Irlandii, Francji i Holandii zainteresowały się plakatem i zaczęły prosić o jego dostarczenie.
Z powodu wysokiego popytu, Fitzpatrick założył firmę Two Bear Feet, zajmującą się drukowaniem plakatów. Na podstawie zdjęcia Kordy tworzył jego rozmaite wersje. Nie zastrzegł również do nich praw autorskich, ponieważ chciał, by mogły być powielane bez ograniczeń. Jeden z tych plakatów został opublikowany w satyrycznym czasopiśmie Private Eye, a ten pierwszy i najlepiej znany wydrukowano na srebrnej folii i pokazano w Londynie na wystawie zatytułowanej „Viva Che”.
Podczas tworzenia plakatu Fitzpatrick, bardzo chciał dodać coś od siebie, więc podniósł nieco oczy Guevary, a na jego ramieniu umieścił odwróconą literę „F”. Po czterdziestu latach od śmierci Che, przyznał się do tego i stwierdził, „Jestem trochę niesforny, więc nigdy nikomu o tym nie powiedziałem”. Dodał też „kocham to zdjęcie, więc w jakimkolwiek miejscu na świecie jestem i je widzę to robię mu zdjęcie. Zawsze mam też ubaw, kiedy widzę tę małą literę „F”. Wiem, że jest moja”. W listopadzie 2008 r. ogłosił, że prawa autorskie do swojego plakatu przekaże szpitalowi dziecięcemu William Soler Pediatric Cardiology w Hawanie. Uzasadniając tę decyzję powiedział, że chce zapewnić placówce stały dochód.

### Spotkanie Che w Irlandii
Według Fitzpatricka, kiedy w 1963 r. pracował jeszcze jako student w pubie Hotelu Marine w Kilkee osobiście spotkał Che. Pewnego ranka przyszedł tam z dwoma Kubańczykami i zamówił irlandzką whiskey. Fitzpatrick natychmiast go rozpoznał, a że znał historię irlandzkiego osadnictwa w Argentynie zapytał go o jego pochodzenie. Guevara odpowiedział, że jego babcia była Irlandką, a prababka Isabel, pochodziła z Galway. Także ojciec nosił irlandzkie nazwisko „Lynch”.
Fitzpatrick opisuje go jako „ciekawego Irlandii z rewolucyjnego punktu widzenia” i wyrażającego „wielki podziw” dla faktu, że Irlandia była pierwszym krajem, który „pozbył się kajdan brytyjskiego imperium”.
Najwidoczniej poprzedniego wieczoru, kiedy Guevara wracał z Moskwy na Kubę jego samolot wylądował na lotnisku Shannon, gdzie Aeroflot miał bazę tankującą. A ponieważ z powodu gęstej mgły nie mogli odlecieć, to zrobili sobie jednodniową „nieoficjalną” wizytę na wyspie.
W grudniu 2008 r. Fitzpatrick wraz z miejscową historyczką Anne Holliday oznajmił o pomyśle uczczenia wizyty Guevary w Irlandii, a w szczególności jego pobytu w Limerick. W planach była m.in. wystawa w miejskim muzeum oraz stworzenie jakiegoś „trwałego znaku” symbolizującego jego wizytę.

## Kuba

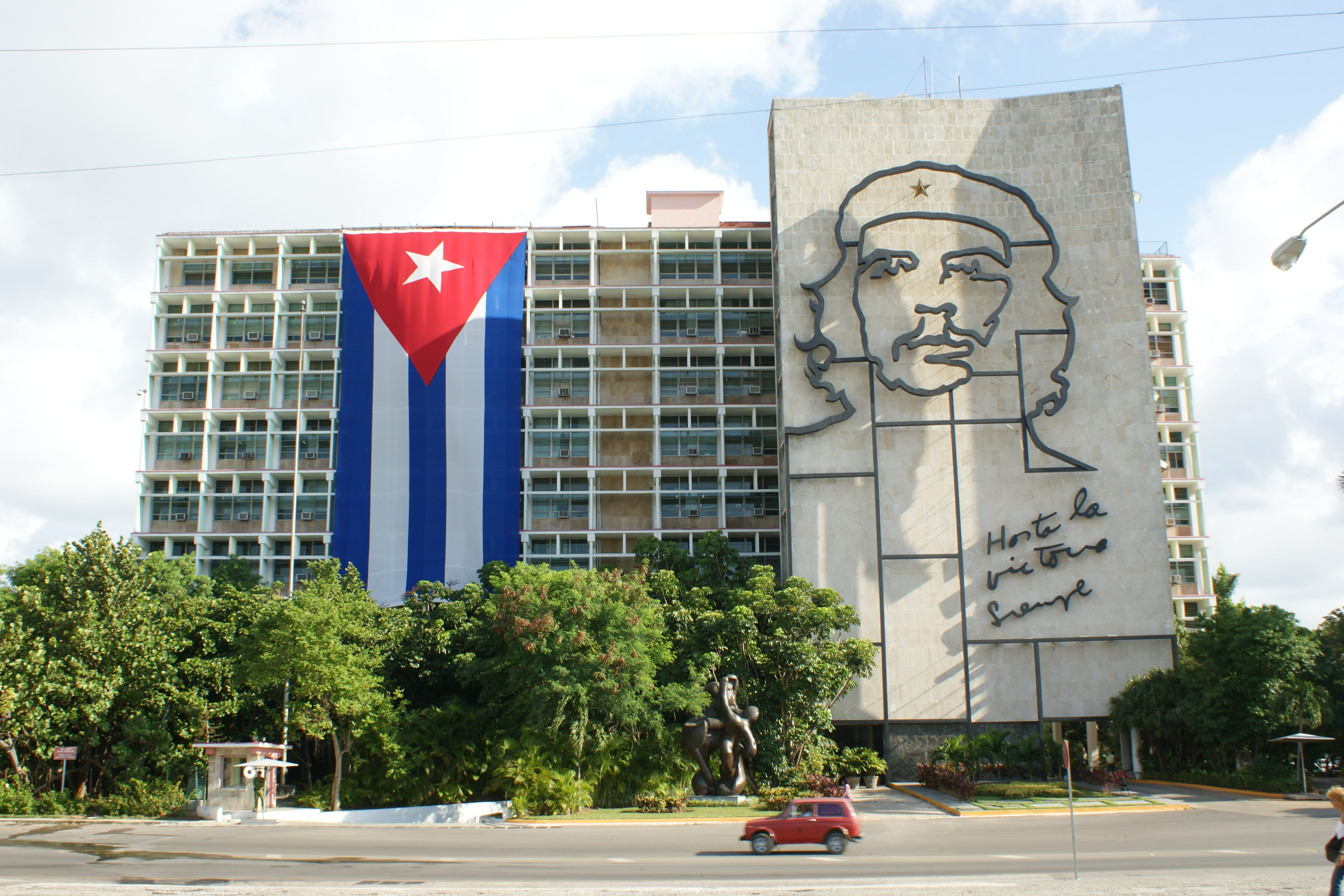
Plac Rewolucji w Hawanie

Kubański historyk Edmundo Desnoes stwierdził, że „podobizna Che może być odrzucana, kupowana, sprzedawana i ubóstwiana, ale tworzy część uniwersalnego systemu rewolucyjnej walki i w każdej chwili może odzyskać swoje pierwotne znaczenie”. Tego szczególnego znaczenia nabrała 16 kwietnia 1961 r., kiedy zdjęcie Kordy zostało opublikowane w kubańskiej gazecie Revolución, ogłaszając konferencję, której głównym mówcą był „Dr. Ernesto „Che” Guevara”. Konferencja została jednak przerwana, kiedy 1300 kontrrewolucjonistów wspieranych przez CIA zaczęło szturmowanie kubańskich plaż, rozpoczynając inwazję w Zatoce Świń. Kiedy 28 kwietnia 1961 r. wznowiono spotkanie zdjęcie ponownie pojawiło się w gazecie. Bardzo możliwe, że Che zobaczył wówczas fotografię, która później przyczyniła się do utrwalenia jego symbolu.
Pomimo że zdjęcie Kordy było publikowane w gazetach, to Kubańczycy na szerszą skalę mogli się z nim zapoznać dopiero po śmierci Guevary. Na wiadomości o egzekucji Che postanowiono powiększyć jego wizerunek i umieścić na wielkim transparencie wywieszonym na pięciopiętrowym budynku Ministerstwa Spraw Wewnętrznych przy Placu Rewolucji w Hawanie. Był to ten sam budynek, w którym niegdyś urzędował Che. Sławny kubański plakacista i grafik, José Gómez Fresquet, wspominał jak na wieść o śmierci rewolucjonisty, natychmiast rozpoczął całonocną pracę nad transparentem, który nazajutrz wykorzystano podczas honorowego zjazdu. 18 października 1967 r. Castro przemawiając na Placu Rewolucji do miliona żałobników potwierdził śmierć Guevary i wygłosił mowę pochwalną na jego cześć. Od tego czasu na budynku pojawiło się wiele wersji transparentu, aż umieszczono stalowy zarys Che wywodzący się ze słynnej fotografii.

## Stany Zjednoczone
W Stanach Zjednoczonych zdjęcie Kordy, po raz pierwszy pojawiło się w 1968 r. za sprawą Paula Davisa, który namalował własną wersję i umieścił na bilbordach w nowojorskim metrze. Plakat reklamował lutowy numer magazynu Evergreen Review. Davis stwierdził, że podczas jego tworzenia „inspirował się włoskimi obrazami świętych męczenników i Chrystusa”.
Jednakże fascynacja kubańskim rewolucjonistą nie była wyłącznie amerykańskim zjawiskiem. Brytyjski dziennikarz Richard Gott, który osobiście kilka razy spotkał się z Guevarą stwierdził, że był „uderzający dzięki swojej magnetycznej atrakcyjności porównywalnej z aurą gwiazd rocka”. W jego opinii „prawie każdy miał to samo wrażenie, a zwłaszcza dziennikarze, którzy byli szczególnie na niego podatni”.

## Wpływ na sztukę i kulturę

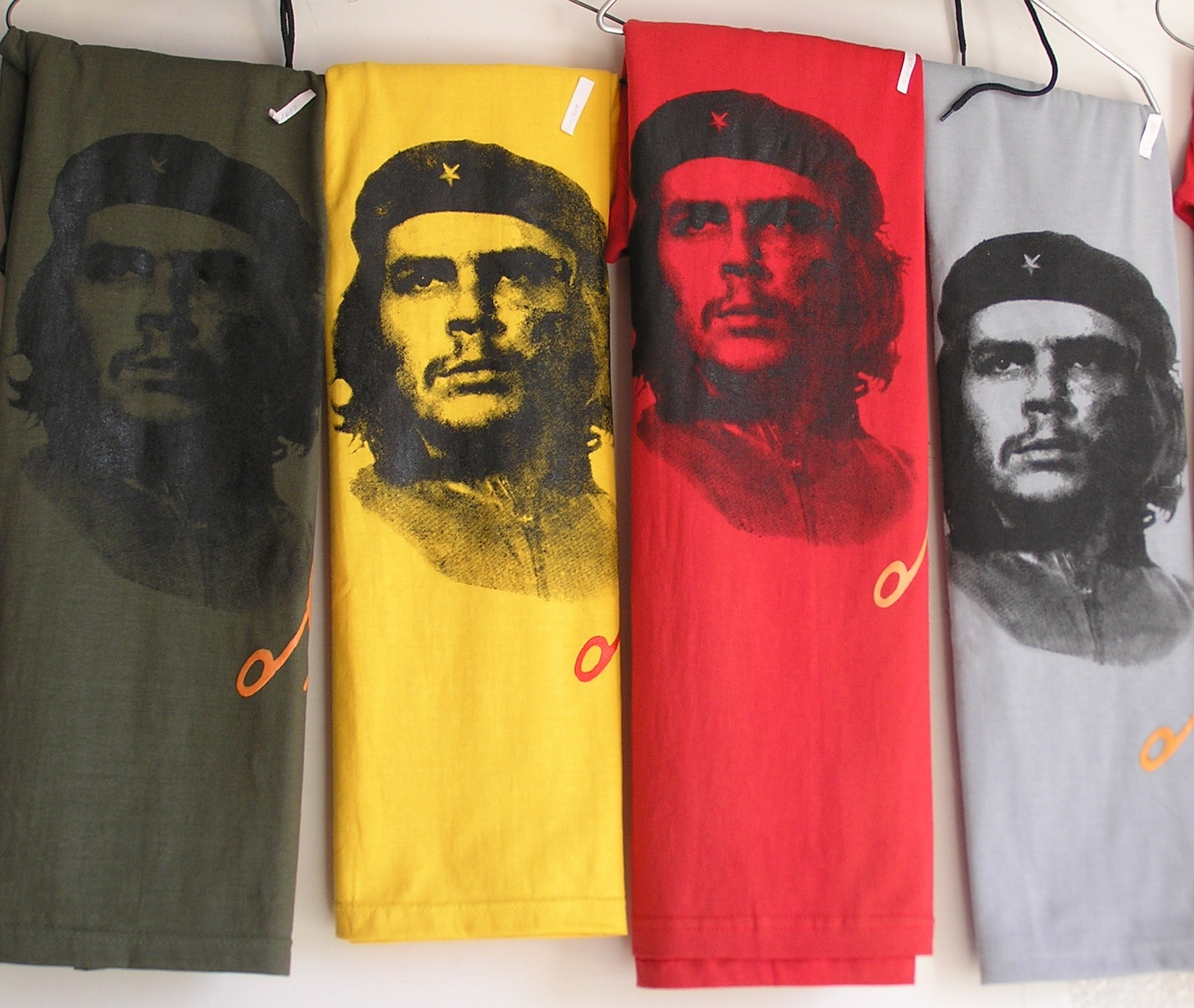
Koszulki z wizerunkiem Che

Sława i popularność fotografii sprawiły, że zaczęli po nią sięgać popowi artyści, którzy z chęcią tworzyli własne wariacje przyczyniając się do kreowania popkulturowej i mocno skomercjalizowanej ikony, bardzo często dalekiej od marksistowskiego przesłania Che. Brytyjski artysta Sir Peter Blake uznał zdjęcie za „jedną z największych ikon XX wieku”. Z kolei, jak zauważył Nick Bell, z magazynu Eye przyniosło to też pewne korzyści wizerunkowi Guevary, bo gdyby został on zamordowany w latach 70., to jego twarz mogłaby nie stać się tak trwałą ikoną. Surowe, czarno-białe zdjęcie Kordy, zmieniło się w łatwą, tanią i szybką kopię, którą można było przenosić na różne materiały i przerabiać technikami dostępnymi w latach 60. Jednakże do czasu swojej śmierci w 1967, Che już był „legendą i romantycznym uosobieniem ogólnoświatowej rebelii”, a zbuntowani młodzi ludzie znajdowali w nim „sens i krystalizację swoich ideałów”.
Według Victoria and Albert Museum „fotografia chroni Che jako mitycznego bohatera. Uchwycony na niej, rewolucyjny lider z przenikliwym spojrzeniem i stanowczą ekspresją przerasta życie. Ta dominująca perspektywa, obrazująca społeczny realizmu, nosi nieodpartą aurę władzy, niezależności i buntu”. Muzeum idzie dalej i stwierdza, że fotografia Kordy pierwsza ubóstwiła Che, przekształcając go w ikonę radykalnego szyku. Jego złożona historia sprawiła, że zdjęcie zaczęło żyć własnym życiem, utrwalając fascynację samym Che.
Fotografią szybko zainteresował się też rynek komercyjny, a dzięki szerokiej dystrybucji i modyfikacjom ukazała się ona na niezliczonych koszulkach, plakatach, produktach konsumenckich, sztandarach, tatuażach i wielu innych rzeczach. Spowodowało to również, że ikona kontrkultury przekształciła się w symbol nowego pokolenia młodzieży. Dziś wizerunek ten jest teraz używany przez różne grupy, poczynając od takich, które naprawdę popierają jego ideały, do tych wyrażających bardziej uogólnione anty-autorytarne stanowiska.
W 1968 r. obraz Fitzpatricka został wykorzystany do stworzenia zwielokrotnionego i różnobarwnego wizerunku Che, a następnie sprzedany galerii w Rzymie. Jego autorstwo przypisano Andy’emu Warholowi, który w podobnym stylu stworzył wcześniej słynny obraz Marilyn Monroe. Okazało się jednak, że było to fałszerstwo Gerarda Malangi, który zrobił je, gdyż potrzebował pieniędzy. Kiedy Warhol usłyszał o oszustwie, „potwierdził” falsyfikat pod warunkiem, że dostanie wszystkie pieniądze ze sprzedaży.

### Plakaty i okładki

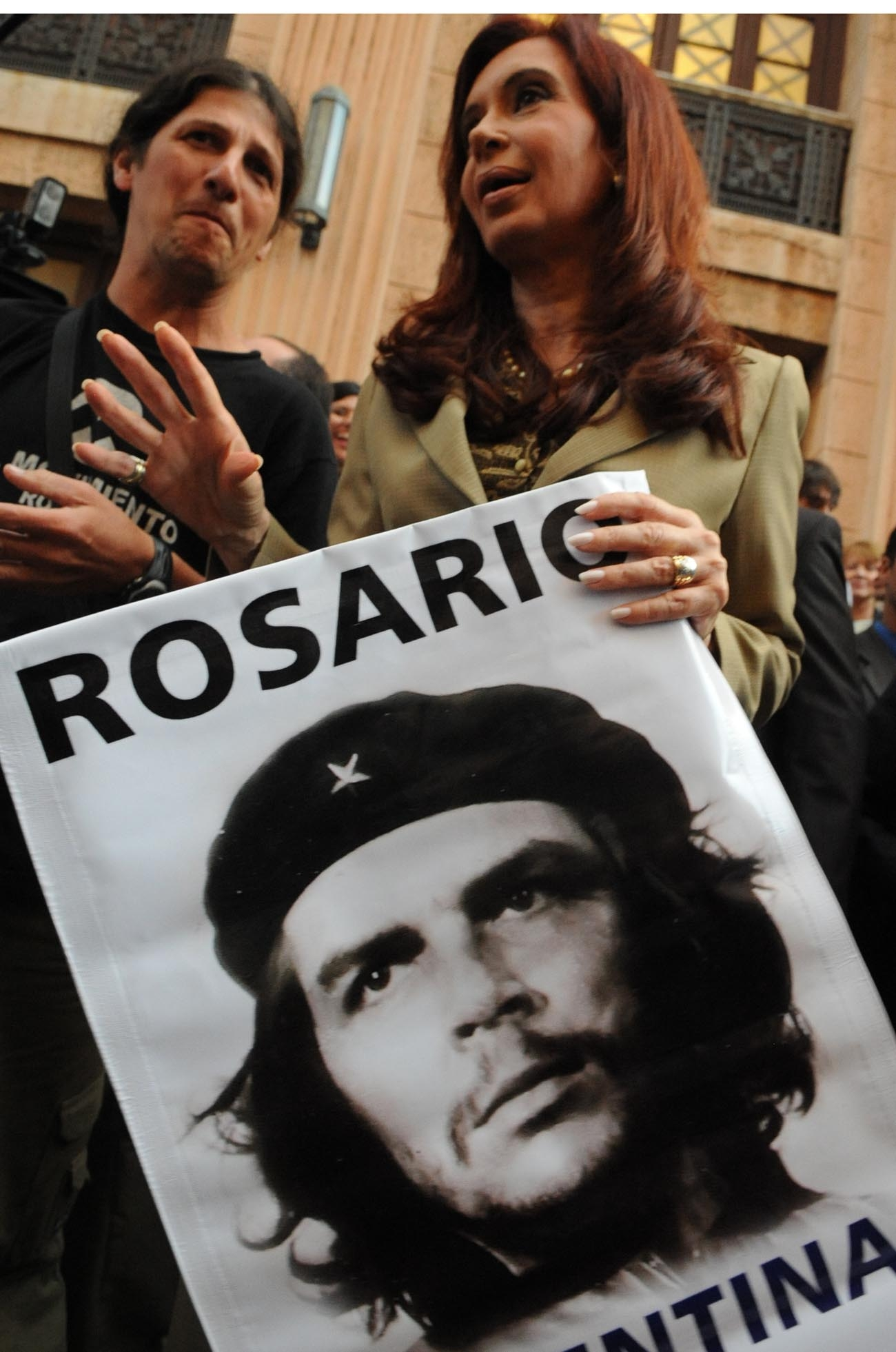
Prezydent Argentyny, Cristina Fernandez z plakatem Che na Uniwersytecie Hawańskim

- W 1967 r. polski artysta Roman Cieślewicz zaprojektował plakat ze słowami „Si Che” (Tak Che), które umieścił jako emblemat nad jego twarzą. W październiku tego samego roku plakat trafił na okładkę francuskiego czasopisma Opus International.
- W 1968 r. Elena Serrano wyprodukowała i rozpowszechniła na szeroką skalę plakat zatytułowany „Day of the Heroic Guerrilla”, który przedstawiał serię coraz mniejszych fotografii Che nakładających się na siebie i pokrywających całą czerwoną mapę Ameryki Południowej.
- Także w 1968 r. w lutowym wydaniu Evergreen Review na okładce pojawił się wizerunek Guevary namalowany przez Paul Davis.
- We wrześniu 1969 r. czasopismo Tricontinental Magazine zamieściło połączone fotografie Che i Hồ Chí Minha.
- W 1969 r. podczas studenckiego strajku na uniwersytecie Kalifornijskim w Berkeley, rozpowszechniano rysunek z Guevarą, który w dymku wypowiadał słowa „Zamknąć to!”
- 16 września 1996 r. w niemieckiej gazecie Der Spiegel pojawiło się zdjęcie Che z aureolą z pocisków i tytułem „Mit Che Guevary”
- W marcu 2006 r. przetworzone komputerowo zdjęcie Che pojawiło się na okładce czasopisma Metro Silicon Valley i tytułem „Blogowa Rewolucja”.
- W grudniu 2008 r. na okładce argentyńskiego wydania magazynu Rolling Stone pojawiło się Guerrillero Heroico.

## Aktualny status prawny
Przez dekady słynne zdjęcie pozostawało poza międzynarodowymi porozumieniami o ochronie praw autorskich, ponieważ Kuba nie była sygnatariuszem konwencji z Berna. Fidel Castro opisał to jako „burżuazyjne pojęcie”, które oznaczało, że artyści i reklamodawcy mogą w dowolny sposób korzystać z pracy Kordy. Kubańskie prawo nr.156 przyjęte 28 września 1994 r. wniosło poprawkę do prawa nr.14 z 1977 r. o ochronie praw autorskich, zgodnie z którą zdjęcia wykonane na Kubie przechodzą do domeny publicznej dwadzieścia pięć lat po ich pierwszym użyciu.
Pomimo różnych opinii, o tym, czy zdjęcie może mieć prawa autorskie, czy nie, dzieci Kordy usiłują kontrolować komercyjne wykorzystanie fotografii i chronić je od zniesławienia. Córka Kordy, Diana Diaz, w 2003 r. wytoczyła we Francji sprawę sądową Reporterom bez granic, którzy wykorzystali fotografię Che w kampanii oczerniającej Kubę, nazywając ją „największym więzieniem świata”. Kampania miała na celu zniechęcenie francuskich turystów do wakacyjnych wyjazdów na Kubę, po tym jak do więzienia trafiło tam dwudziestu dziewięciu dysydenckich dziennikarzy. W pozwie Diaz domagała się od grupy 1,14 miliona euro zadośćuczynienia, a jej prawnik Randy Yaloz dodał, że „każdy kto łamie moralne prawa mojej klientki będzie ścigany”. Moralne prawa są oddzielną częścią składową prawa autorskiego i w wielu krajach są uznawane, a szczególnie we Francji, gdzie Diaz wniosła pozew. Moralne prawa mają ochraniać integralności pracy od wypaczenia, zniesławienia albo obraźliwego wykorzystania, nawet jeśli twórca nie posiada już praw autorskich. Jednakże Reporterzy Bez Granic przestali wykorzystywać zdjęcie na krótko przed wydaniem wyroku sądu.
Również spadkobiercy Guevary uważają, że mają prawne uzasadnienie, by zapobiegać zniesławieniu lub „eksploatacji” zdjęcia. Wdowa po rewolucjoniście, Aleida Guevara w marcu 2005 r. oświadczyła: „Mamy plan, by zająć się niewłaściwym wykorzystywaniem fotografii. Nie możemy atakować każdego kopiami jak Don Kichot, ale możemy spróbować utrzymać etyczną spuściznę Guevary”. Odnosząc się do tej wypowiedzi córka Aleidy powiedziała agencji Reuters, że „to będzie kosztowne i trudne, ponieważ każdy kraj ma inne prawa, ale ograniczenia muszą być jasno zakreślone”. Pomimo tych deklaracji rodzina nie złożyła do tej pory żadnych pozwów sądowych, ani nie wystąpiła na arenie międzynarodowej o ustalenie prawnego statusu i praw autorskich zdjęcia.